# 100 meter för herrar i friidrott vid olympiska sommarspelen 2024

Officiell video på loppet.

Herrarnas 100 meter vid olympiska sommarspelen 2024 avgjordes den 3 och 4 augusti 2024 på Stade de France i Paris, Frankrike. 102 idrottare från 81 nationer deltog i tävlingen. Det var 30:e gången grenen fanns med i ett OS och den har funnits med i varje OS sedan 1896.
Finalen var det jämnaste och totalt snabbaste 100-metersloppet i historien, och för första gången i historien bröt hela fältet 10-sekundersbarriären. Målgången var så jämn att inte ens löparna själva visste hur loppet hade slutat och fick vänta på resultatlistan för att få reda på hur medaljerna blivit uppdelade. Det skilde bara 0,005 sekunder mellan ettan och tvåan och 0,01 sekund mellan trean och fyran.
Noah Lyles från USA som låg sist nästan halva loppet sprang en mycket stark andra halva och gick i mål som vinnare med tiden 9,784 sekunder, som var ett nytt personbästa. Silvret gick till Kishane Thompson från Jamaica som sprang på 9,789 sekunder. Fred Kerley från USA tog bronset med 10,92 sekunder.
Lyles seger var den första amerikanska guldmedaljen på 100 meter för herrar i OS sedan Justin Gatlin vann 2004.
| Spel                 | Guld           | Silver                   | Brons           |
| 100 meter för herrar | Noah Lyles USA | Kishane Thompson Jamaica | Fred Kerley USA |

## Kvalificering till OS-grenen
Kvalificeringsperioden för herrarnas 100 meter i friidrott var mellan 1 juli 2023 och 30 juni 2024. 56 idrottare kunde kvalificera sig till evenemanget, med högst tre idrottare per nation, genom att springa kvalificeringsstandarden 10,00 sekunder eller snabbare eller genom sin världsranking i friidrott för denna gren. Dessutom de nationella olympiska kommittéerna som inte hade någon manlig eller kvinnlig idrottare eller stafettlag kvalificerad till friidrott i OS tilläts att ställa upp med sin bäst rankade manliga eller kvinnliga idrottare i antingen 100 meter, 800 meter eller maraton. 46 idrottare tog sig till tävlingen via de platserna (eng: Universality Places). Därmed blev antalet löpare som kvalificerade sig till herrarnas 100 meter 102 stycken.

## Schema
Alla tider är CET.
| Datum          | Tid   | Omgång           |
| -------------- | ----- | ---------------- |
| 3 augusti 2024 | 10:35 | Inledande omgång |
| 3 augusti 2024 | 11:55 | Kval             |
| 4 augusti 2024 | 20:05 | Semifinaler      |
| 4 augusti 2024 | 21:50 | Final            |

## Rekord
Innan tävlingens start fanns följande rekord:
| Rekord           | Idrottare        | Tid (s) | Plats                  | Datum           |
| ---------------- | ---------------- | ------- | ---------------------- | --------------- |
| Världsrekord     | Usain Bolt (JAM) | 9,58    | Berlin, Tyskland       | 16 augusti 2009 |
| Olympiskt rekord | Usain Bolt (JAM) | 9,63    | London, Storbritannien | 5 augusti 2012  |

| Område                                   | Tid (s)   | Idrottare          | Nation     |
| ---------------------------------------- | --------- | ------------------ | ---------- |
| Afrika                                   | 9,77      | Ferdinand Omanyala | Kenya      |
| Asien                                    | 9,83      | Bingtian Su        | Kina       |
| Europa                                   | 9,80      | Marcell Jacobs     | Italien    |
| Nordamerika, Centralamerika och Karibien | 9,58 0VR0 | Usain Bolt         | Jamaica    |
| Oceanien                                 | 9,93      | Patrick Johnson    | Australien |
| Sydamerika                               | 9,89      | Issamade Asinga    | Surinam    |

## Resultat
Noteringarnas förklaring finns längst ner.

### Inledande omgång
46 löpare med lägst rankning började tävlingen med att springa i den inledande omgången. De två första i varje heat 0Q0 plus fyra på tid 0q0 gick vidare till kval.

#### Heat 1
| Placering | Bana | Idrottare             | Nation        | Tid            | Noteringar |
| --------- | ---- | --------------------- | ------------- | -------------- | ---------- |
| 1         | 2    | Ebrahima Camara       | Gambia        | 10,29          | 0Q0        |
| 2         | 3    | Muhd Azeem Fahmi      | Malaysia      | 10,42          | 0Q0        |
| 3         | 4    | Marc Brian Louis      | Singapore     | 10,43          | 0q0        |
| 4         | 5    | Sha Mahmood Noor Zahi | Afghanistan   | 10,64          | 0NR0       |
| 5         | 6    | Seco Camara           | Guinea-Bissau | 10,76          |            |
| 6         | 7    | William Reed          | Marshallöarna | 11,29          | 0PB0       |
| 7         | 8    | Karalo Maibuca        | Tuvalu        | 11,30          | 0NR0       |
|           |      |                       |               | Vind: +0,6 m/s |            |

#### Heat 2
| Placering | Bana | Idrottare          | Nation                       | Tid            | Noteringar |
| --------- | ---- | ------------------ | ---------------------------- | -------------- | ---------- |
| 1         | 2    | Davonte Howell     | Caymanöarna                  | 10,31          | 0Q0        |
| 2         | 4    | Sibusiso Matsenjwa | Swaziland                    | 10,39          | 0Q0        |
| 3         | 6    | Didier Kiki        | Benin                        | 10,76 (,755)   |            |
| 4         | 5    | Hervé Toumandji    | Centralafrikanska republiken | 10,76 (,760)   |            |
| 5         | 7    | Kenaz Kaniwete     | Kiribati                     | 11,29          | 0PB0       |
| 6         | 8    | Darko Pešić        | Montenegro                   | 11,85          |            |
| —         | 3    | Steven Sabino      | Moçambique                   |                | 0DSQ0      |
|           |      |                    |                              | Vind: -0,3 m/s |            |

#### Heat 3
| Placering | Bana | Idrottare        | Nation       | Tid            | Noteringar |
| --------- | ---- | ---------------- | ------------ | -------------- | ---------- |
| 1         | 2    | Noa Bibi         | Mauritius    | 10,27          | 0Q0        |
| 2         | 5    | Franko Burraj    | Albanien     | 10,60 (,596)   | 0Q0 PB0    |
| 3         | 4    | Favoris Muzrapov | Tadzjikistan | 10,60 (,597)   |            |
| 4         | 3    | Diu Chun Hei     | Hongkong     | 10,62          |            |
| 5         | 6    | Melique García   | Honduras     | 10,76          |            |
| 6         | 7    | Rija Gardiner    | Madagaskar   | 10,82          | 0PB0       |
| 7         | 9    | Manuel Ataide    | Östtimor     | 11,35          | 0NR0       |
| 8         | 8    | Samer Al-Yafaee  | Jemen        | 11,54          | 0PB0       |
|           |      |                  |              | Vind: +0,1 m/s |            |

#### Heat 4
| Placering | Bana | Idrottare           | Nation                    | Tid            | Noteringar |
| --------- | ---- | ------------------- | ------------------------- | -------------- | ---------- |
| 1         | 2    | Christopher Borzor  | Haiti                     | 10,26          | 0Q0        |
| 2         | 4    | Marcos Santos       | Angola                    | 10,31          | 0Q0 NR0    |
| 3         | 3    | Hachim Maaroufou    | Komorerna                 | 10,44          | 0q0        |
| 4         | 9    | Taha Hussein Yaseen | Irak                      | 10,51          | 0q0 PB0    |
| 5         | 5    | Ibadulla Adam       | Maldiverna                | 10,55          | 0PB0       |
| 6         | 6    | Shaun Gill          | Belize                    | 11,17          |            |
| 7         | 8    | Scott Fiti          | Mikronesiska federationen | 11,61          | 0SB0       |
| 8         | 7    | Ahmed Essabai       | Libyen                    | 11,89          |            |
|           |      |                     |                           | Vind: +0,2 m/s |            |

#### Heat 5
| Placering | Bana | Idrottare           | Nation                | Tid            | Noteringar |
| --------- | ---- | ------------------- | --------------------- | -------------- | ---------- |
| 1         | 3    | Naquille Harris     | Saint Kitts och Nevis | 10,33          | 0Q0        |
| 2         | 2    | Lalu Muhammad Zohri | Indonesien            | 10,35          | 0Q0        |
| 3         | 4    | Fodé Sissoko        | Mali                  | 10,66          |            |
| 4         | 7    | Joseph Green        | Guam                  | 10,85          | 0SB0       |
| 5         | 6    | Winzar Kakiouea     | Nauru                 | 11,15          |            |
| 6         | 9    | Remigio Santander   | Ekvatorialguinea      | 11,65          | 0SB0       |
| 7         | 8    | Maleselo Fukofuka   | Tonga                 | 12.11          | 0PB0       |
| —         | 5    | Dominique Mulamba   | Kongo-Kinshasa        | 10,54          | 0DSQ0      |
|           |      |                     |                       | Vind: -0,4 m/s |            |

#### Heat 6
| Placering | Bana | Idrottare                   | Nation       | Tid            | Noteringar |
| --------- | ---- | --------------------------- | ------------ | -------------- | ---------- |
| 1         | 2    | Arturo Deliser              | Panama       | 10,34          | 0Q0        |
| 2         | 4    | Dylan Sicobo                | Seychellerna | 10,51          | 0Q0        |
| 3         | 5    | Wissy Hoye                  | Gabon        | 10,59          |            |
| 4         | 7    | Jalen Lisse                 | Surinam      | 10,64          | 0PB0       |
| 5         | 3    | Beppe Grillo                | Malta        | 10,69          |            |
| 6         | 8    | Imranur Rahman              | Bangladesh   | 10,73 (,727)   | 0SB0       |
| 7         | 6    | Waisake Tewa                | Fiji         | 10,73 (,729)   | 0SB0       |
| 8         | 9    | Muhd Noor Firdaus Ar-Rasyid | Brunei       | 10,86          | 0SB0       |
|           |      |                             |              | Vind: +0,3 m/s |            |

### Kval
De tre första i varje heat 0Q0 plus tre på tid 0q0 gick vidare till semifinal.

#### Kval 1
| Placering | Bana | Idrottare           | Nation         | Tid            | Noteringar |
| --------- | ---- | ------------------- | -------------- | -------------- | ---------- |
| 1         | 5    | Kishane Thompson    | Jamaica        | 10,00          | 0Q0        |
| 2         | 6    | Benjamin Azamati    | Ghana          | 10,08          | 0Q0        |
| 3         | 1    | Reynaldo Espinosa   | Kuba           | 10,11          | 0Q0        |
| 4         | 2    | Felipe Bardi        | Brasilien      | 10,18          |            |
| 5         | 9    | Akihiro Higashida   | Japan          | 10,19          |            |
| 6         | 3    | Lalu Muhammad Zohri | Indonesien     | 10,26          |            |
| 7         | 8    | Kayhan Özer         | Turkiet        | 10,34          |            |
| 8         | 7    | Sibusiso Matsenjwa  | Swaziland      | 10,39          |            |
| —         | 4    | Jeremiah Azu        | Storbritannien |                | 0DSQ0      |
|           |      |                     |                | Vind: +0,6 m/s |            |

#### Kval 2
| Placering | Bana | Idrottare          | Nation              | Tid            | Noteringar |
| --------- | ---- | ------------------ | ------------------- | -------------- | ---------- |
| 1         | 2    | Ferdinand Omanyala | Kenya               | 10,08          | 0Q0        |
| 2         | 1    | Chituru Ali        | Italien             | 10,12          | 0Q0        |
| 3         | 7    | Joshua Hartmann    | Tyskland            | 10,16          | 0Q0        |
| 4         | 4    | Joshua Azzopardi   | Australien          | 10,20          |            |
| 5         | 6    | Devin Augustine    | Trinidad och Tobago | 10,31          |            |
| 6         | 9    | Erik Cardoso       | Brasilien           | 10,35 (,344)   |            |
| 7         | 3    | Arturo Deliser     | Panama              | 10,35 (,347)   |            |
| 8         | 5    | Jhonny Rentería    | Colombia            | 10,38          |            |
| 9         | 8    | Muhd Azeem Fahmi   | Malaysia            | 10,45          |            |
|           |      |                    |                     | Vind: +0,2 m/s |            |

#### Kval 3
| Placering | Bana | Idrottare            | Nation                | Tid            | Noteringar |
| --------- | ---- | -------------------- | --------------------- | -------------- | ---------- |
| 1         | 3    | Louie Hinchliffe     | Storbritannien        | 9,98           | 0Q0        |
| 2         | 6    | Noah Lyles           | USA                   | 10,04          | 0Q0        |
| 3         | 4    | Shaun Maswanganyi    | Sydafrika             | 10,06          | 0Q0        |
| 4         | 7    | Xie Zhenye           | Kina                  | 10,16          |            |
| 5         | 5    | Owen Ansah           | Tyskland              | 10,22          |            |
| 6         | 8    | Ali Anwar Al-Balushi | Oman                  | 10,26          |            |
| 7         | 1    | Naquille Harris      | Saint Kitts och Nevis | 10,38          |            |
| 8         | 2    | Markus Fuchs         | Österrike             | 10,59          |            |
| 9         | 9    | Dylan Sicobo         | Seychellerna          | 10,62          |            |
|           |      |                      |                       | Vind: -0,2 m/s |            |

#### Kval 4
| Placering | Bana | Idrottare              | Nation   | Tid           | Noteringar |
| --------- | ---- | ---------------------- | -------- | ------------- | ---------- |
| 1         | 6    | Oblique Seville        | Jamaica  | 9,99          | 0Q0        |
| 2         | 4    | Abdul Hakim Sani Brown | Japan    | 10,02         | 0Q0        |
| 3         | 2    | Puripol Boonson        | Thailand | 10,13         | 0Q0        |
| 4         | 3    | Favour Ashe            | Nigeria  | 10,16         | 0q0        |
| 5         | 5    | Duan Asemota           | Kanada   | 10,17         |            |
| 6         | 7    | Terrence Jones         | Bahamas  | 10,31         |            |
| 7         | 1    | Marcos Santos          | Angola   | 10,40         |            |
| 8         | 8    | Franko Burraj          | Albanien | 10,66         |            |
| 9         | 9    | Oliwer Wdowik          | Polen    | 11,53         |            |
|           |      |                        |          | Vind: 0,0 m/s |            |

#### Kval 5
| Placering | Bana | Idrottare               | Nation      | Tid            | Noteringar |
| --------- | ---- | ----------------------- | ----------- | -------------- | ---------- |
| 1         | 2    | Kayinsola Ajayi         | Nigeria     | 10,02          | 0Q0        |
| 2         | 4    | Marcell Jacobs          | Italien     | 10,05          | 0Q0        |
| 3         | 5    | Abdul-Rasheed Saminu    | Ghana       | 10,06 (,053)   | 0Q0        |
| 4         | 6    | Benjamin Richardson     | Sydafrika   | 10,06 (,060)   | 0q0        |
| 5         | 1    | Hassan Taftian          | Iran        | 10,18          | 0SB0       |
| 6         | 3    | Davonte Howell          | Caymanöarna | 10,24 (,232)   |            |
| 7         | 9    | Henrik Larsson          | Sverige     | 10,24 (,233)   |            |
| 8         | 7    | Paulo André de Oliveira | Brasilien   | 10,46          |            |
| —         | 8    | Marc Brian Louis        | Singapore   |                | 0DNS0      |
|           |      |                         |             | Vind: -0,3 m/s |            |

#### Kval 6
| Placering | Bana | Idrottare         | Nation                 | Tid            | Noteringar |
| --------- | ---- | ----------------- | ---------------------- | -------------- | ---------- |
| 1         | 5    | Akani Simbine     | Sydafrika              | 10,03          | 0Q0        |
| 2         | 3    | Ackeem Blake      | Jamaica                | 10,06          | 0Q0        |
| 3         | 4    | Rikkoi Brathwaite | Brittiska Jungfruöarna | 10,13          | 0Q0        |
| 4         | 1    | Ebrahima Camara   | Gambia                 | 10,21          |            |
| 5         | 2    | Wanya McCoy       | Bahamas                | 10,24          |            |
| 6         | 8    | Rohan Browning    | Australien             | 10,29          | =0SB0      |
| 7         | 9    | Simon Hansen      | Danmark                | 10,39          |            |
| 8         | 6    | Emanuel Archibald | Guyana                 | 10,40          |            |
| 9         | 7    | Hachim Maaroufou  | Komorerna              | 10,52          |            |
|           |      |                   |                        | Vind: -1,1 m/s |            |

#### Kval 7
| Placering | Bana | Idrottare           | Nation                  | Tid            | Noteringar |
| --------- | ---- | ------------------- | ----------------------- | -------------- | ---------- |
| 1         | 2    | Kenneth Bednarek    | USA                     | 9,97           | 0Q0        |
| 2         | 1    | Emmanuel Eseme      | Kamerun                 | 9,98           | 0Q0 SB0    |
| 3         | 5    | Andre De Grasse     | Kanada                  | 10,07          | 0Q0        |
| 4         | 4    | Emmanuel Matadi     | Liberia                 | 10,08          | 0q0        |
| 5         | 6    | Ryuichiro Sakai     | Japan                   | 10,17          |            |
| 6         | 3    | Noa Bibi            | Mauritius               | 10,19          |            |
| 7         | 7    | Ronal Longa         | Colombia                | 10,29          | =0SB0      |
| 8         | 8    | José González       | Dominikanska republiken | 10,40          |            |
| 9         | 9    | Taha Hussein Yaseen | Irak                    | 10,50          | 0PB0       |
|           |      |                     |                         | Vind: +0,3 m/s |            |

#### Kval 8
| Placering | Bana | Idrottare          | Nation              | Tid            | Noteringar |
| --------- | ---- | ------------------ | ------------------- | -------------- | ---------- |
| 1         | 5    | Fred Kerley        | USA                 | 9,97           | 0Q0        |
| 2         | 2    | Letsile Tebogo     | Botswana            | 10,01          | 0Q0        |
| 3         | 4    | Zharnel Hughes     | Storbritannien      | 10,03          | 0Q0        |
| 4         | 3    | Cejhae Greene      | Antigua och Barbuda | 10,17          |            |
| 5         | 1    | Christopher Borzor | Haiti               | 10,28          |            |
| 6         | 6    | Arthur Cisse       | Elfenbenskusten     | 10,31          |            |
| 8         | 9    | Dorian Keletela    | Flyktingidrottare   | 10,58          |            |
| —         | 7    | Aaron Brown        | Kanada              |                | 0DSQ0      |
| —         | 8    | Dominique Mulamba  | Kongo-Kinshasa      | 10,53          | 0DSQ0      |
|           |      |                    |                     | Vind: +0,2 m/s |            |

### Semifinaler
De två första i varje lopp 0Q0 plus två på tid 0q0 gick vidare till finalen.

#### Semifinal 1
| Placering | Bana | Idrottare         | Nation                 | Tid            | Noteringar |
| --------- | ---- | ----------------- | ---------------------- | -------------- | ---------- |
| 1         | 6    | Oblique Seville   | Jamaica                | 9,81           | 0Q0 PB0    |
| 2         | 4    | Noah Lyles        | USA                    | 9,83           | 0Q0        |
| 3         | 5    | Louie Hinchliffe  | Storbritannien         | 9,97           |            |
| 4         | 7    | Emmanuel Eseme    | Kamerun                | 10,00          |            |
| 5         | 9    | Shaun Maswanganyi | Sydafrika              | 10,02          | 0SB0       |
| 6         | 1    | Favour Ashe       | Nigeria                | 10,08          |            |
| 7         | 8    | Chituru Ali       | Italien                | 10,14          |            |
| 8         | 2    | Rikkoi Brathwaite | Brittiska Jungfruöarna | 10,15          |            |
| 9         | 3    | Benjamin Azamati  | Ghana                  | 10,17          |            |
|           |      |                   |                        | Vind: +0,7 m/s |            |

#### Semifinal 2
| Placering | Bana | Idrottare         | Nation    | Tid           | Noteringar |
| --------- | ---- | ----------------- | --------- | ------------- | ---------- |
| 1         | 5    | Akani Simbine     | Sydafrika | 9,87          | 0Q0        |
| 2         | 4    | Letsile Tebogo    | Botswana  | 9,91          | 0Q0        |
| 3         | 8    | Marcell Jacobs    | Italien   | 9,92          | 0q0 SB0    |
| 4         | 7    | Kenneth Bednarek  | USA       | 9,93          | 0q0        |
| 5         | 3    | Ackeem Blake      | Jamaica   | 10,06         |            |
| 6         | 6    | Kayinsola Ajayi   | Nigeria   | 10,13         |            |
| 7         | 9    | Joshua Hartmann   | Tyskland  | 10,16         |            |
| 8         | 2    | Emmanuel Matadi   | Liberia   | 10,18         |            |
| 9         | 1    | Reynaldo Espinosa | Kuba      | 10,21         |            |
|           |      |                   |           | Vind: 0,0 m/s |            |

#### Semifinal 3
| Placering | Bana | Idrottare              | Nation         | Tid            | Noteringar |
| --------- | ---- | ---------------------- | -------------- | -------------- | ---------- |
| 1         | 4    | Kishane Thompson       | Jamaica        | 9,80           | 0Q0        |
| 2         | 7    | Fred Kerley            | USA            | 9,84           | 0Q0        |
| 3         | 9    | Benjamin Richardson    | Sydafrika      | 9,95           |            |
| 4         | 5    | Abdul Hakim Sani Brown | Japan          | 9,96           | 0PB0       |
| 5         | 2    | Andre De Grasse        | Kanada         | 9,98           | 0SB0       |
| 6         | 3    | Zharnel Hughes         | Storbritannien | 10,01          |            |
| 7         | 8    | Abdul-Rasheed Saminu   | Ghana          | 10,05          |            |
| 8         | 6    | Ferdinand Omanyala     | Kenya          | 10,08          |            |
| 9         | 1    | Puripol Boonson        | Thailand       | 10,14          |            |
|           |      |                        |                | Vind: +0,5 m/s |            |

### Final
| Placering | Bana   | Idrottare        | Nation    | Tid            | Notering       |
| --------- | ------ | ---------------- | --------- | -------------- | -------------- |
| 1         | 7      | Noah Lyles       | USA       | 9,79 (9,784)   | 0PB0           |
| 2         | 4      | Kishane Thompson | Jamaica   | 9,79 (9,789)   |                |
| 3         | 3      | Fred Kerley      | USA       | 9,81           | 0SB0           |
| 4         | 5      | Akani Simbine    | Sydafrika | 9,82           | 0NR0           |
| 5         | 9      | Marcell Jacobs   | Italien   | 9,85           | 0SB0           |
| 6         | 8      | Letsile Tebogo   | Botswana  | 9,86           | 0NR0           |
| 7         | 2      | Kenneth Bednarek | USA       | 9,88           |                |
| 8         | 6      | Oblique Seville  | Jamaica   | 9,91           |                |
| Källa:    | Källa: | Källa:           | Källa:    | Vind: +1,0 m/s | Vind: +1,0 m/s |